# Gangesz
A Gangesz (hindiül गंगा [Gangá], bengáliul গঙ্গা [Gônga]) az Indiai szubkontinens egyik legnagyobb és legjelentősebb folyója. Az indiai Uttarakhand államban található Gangotri-gleccsernél ered a középső Himalájában, és hatalmas deltatorkolattal ömlik a Bengáli-öbölbe a Szundarbansz mangroveerdejében. Az Indo-Gangeszi-síkságon keleti irányban folyik végig, ezen a területen rengeteg mellékfolyója van. Hossza mintegy 2510 km, vízgyűjtője 907 ezer km², közepes vízhozama a torkolatnál 14 270 m³/s. Csaknem egymillió km²-es termékeny síkságot öntöz, amely a világ egyik legsűrűbben lakott területének népességét tartja el.

## Földrajza
A Kumaon-Himalájában, a Gangotri-gleccserhez közel ered. felső szakaszán Bhagírathínak nevezik, a Gangesz nevet a Bhagírathi és az Alakanánda összefolyásánál veszi fel. A Szivalik-hegységet áttörve, a tengerszint fölött kb. 300 méterrel jut ki a róla elnevezett Gangesz-alföldre. Itt folyása felsőből szinte átmenet nélkül alsó szakasz jellegűvé válik. A Himalája és a Dekkán-fennsík között tart délkelet, majd Alláhábádtól a Himalája lábával párhuzamosan nagyjából kelet felé, eközben esése fokozatosan csökken. Itt nagyobb, bal oldali mellékvizei a Mahakhali és a Karnali.
Alláhábádban torkollik bele legnagyobb jobb oldali mellékvize, a Jamuna; innen kezdve hajózható. Ezután a Bengáli-öböl felé tartva további fontos folyók ömlenek bele. Baloldaliak:
- Gomati,
- Ghaghara (Ghágra),
- Gandak (Gandaki),
- Koszi;

jobboldaliak:
- Tamsza,
- Szon (Son),
- Mahananda.

Körülbelül 450 km-rel a Bengáli-öböl előtt kezdődik deltatorkolata. Jelenlegi legszélesebb ága Bangladesben folyik. A történelmi időkben egy ága, a Bengál-alföld nyugati peremén délnek kanyarodó Húgli-ág (Hoogly, Hooghly) volt a legfontosabb; ez Mádzsápuron és Kalkuttán át Szagarnál éri el az öblöt. A mostani főág összeömlik a kelet felől érkező Brahmaputrával; közös deltatorkolatuk a Padma-Megna (Padma), a világ legnagyobb deltája.
Vízjárása meglehetősen egyenetlen: alsó szakaszának kisvízi hozama 5000 m³/s, a nagyvíz 60 000 m³/s. A baloldali, a Himalájából érkező mellékfolyók hozamának nagy része a hó, illetve jég olvadásából származik (ez a Gangesz vizének 40 százaléka), a jobboldaliak, mint pl. a Húgli-ágba ömlő Dámodar a monszun éghajlatú Dekkán felől érkeznek. Ennek megfelelően a magas vízállás júniusban a nyári monszunesőkkel kezdődik és a maximumát augusztusban éri el.
A Gangesz és mellékvizeinek teljes hordalékszállítása évi 360 millió köbméter. Ennek azonban csak egy töredéke éri el az Indiai-óceánt, mert többségét a Gangesz-alföldön lerakja. Ennek eredményeként árterének keresztszelvénye domború: a folyóhoz közeli részek több méterrel vannak magasabban a távolabbi területeknél.

## Nagyobb városok a Gangesz mentén
- Haridvár, Kánpur, Alláhábád, Váránaszi, Gázipur, Patna, Kalkutta

## Padma-Megna

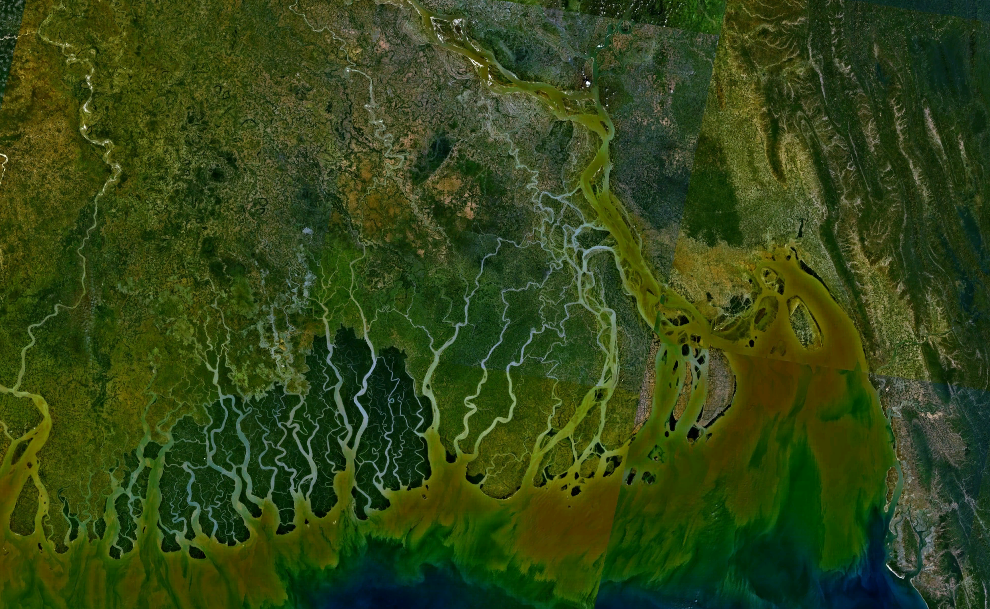
A Gangesz deltája műholdképen

Sunderban-delta vagy Bengál-delta néven is szokás emlegetni. A nagy folyók deltavidékét régóta védi az indiai kormány, 1987-ben felvették a világörökség listájára, mivel flórája és faunája egyedülálló. Több mint 10 000 km²-en őshonos itt az értékes szantálfa (Santalum spp.). A Kalkuttához tartozó Sunderban Vadvédelmi Terület rengeteg négylábú állatnak és madárnak ad otthont. Valaha a bengáli tigrisek birodalma volt, és rengeteg tigrisvadászt vonzott ide. A tigrisek számának rohamos csökkenése miatt vadászatukat már jó ideje betiltották.

## Szerepe a hinduizmusban

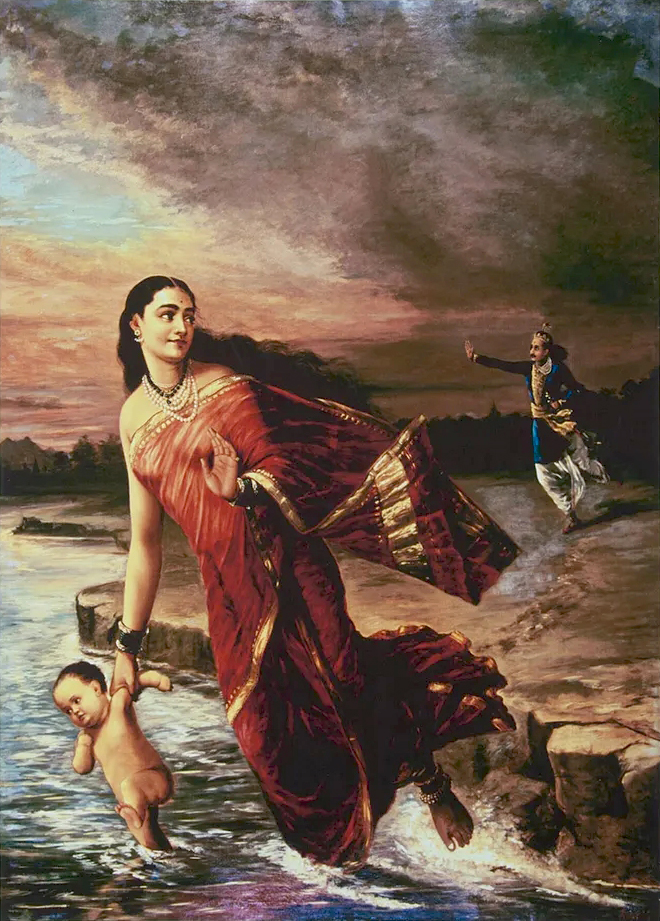
A folyó névadója, Ganga istennő

Bár a Gangesz erősen szennyezett, a hinduk mégis azt tartják róla, hogy a Föld legszentebb vize, amelynek akár egyetlen cseppje is megtisztíthatja a hívő zarándokok lelkét földi bűneiktől, és így haláluk után megszabadulnak az örökös újjászületés gyötrelmétől. Szemükben a Gangesz testesíti meg Gangát, a megtisztulás istennőjét. A folyó eredetileg a mennyben folyt, amíg Bhagíratha király le nem hozta a földre, hogy megtisztítsa ősei hamvait. Hogy zuhanásának ereje ne seperje el a Föld lakóit, az „istennőfolyó” először Siva isten fejére hullott, és végigcsorgott bozontos fürtjein. Minden évben tömérdek ember — köztük sok beteg és haldokló — zarándokol el a Gangeszig abban a reményben, hogy ha iszik a vizéből és megmerítkezik benne, megszabadul bűneitől.
A folyó lelket tisztító hatásába vetett hit vizének hűsítő erejéből fakad. Számos hindu szokás alapul azon a meggyőződésen, hogy az erő azonos a hővel, és ha az erő gonosz, vízzel lehűtve hatását veszti. Hisznek abban is, hogy ha a partján hamvasztják el testüket, és hamvaikat a vizébe szórják, nem kell többé újjászületniük, lelkük végre megszabadulhat.
A Gangesz partján fekvő szent helyeket, például
- Gangotrit,
- Haridvárt,
- Kankhalt,
- Allahábádot,
- Váránaszit,
- Mádzsápurt és
- Ganga Szagar minden évben zarándokok tömegei látogatják.

## A vízhozam csökkenése

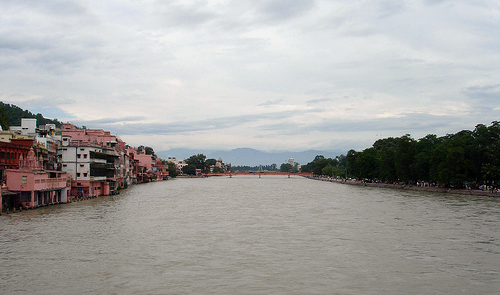
A Gangesz Haridvárnál

Indiában az Indo-Gangeszi-síkság az ország szárazföldi területeinek egyharmada, és minden tizenkettedik ember a vízből, a halászatból és a mezőgazdaságból él. A WWF szerint a Gangesz mellékfolyóinak hozama csökken, mivel a duzzasztógátak eltérítik a vizet az öntözéshez. Attól is félnek, hogy a Himalája gleccserei visszahúzódhatnak, ha az átlaghőmérséklet emelkedik.

## Fordítás
Ez a szócikk részben vagy egészben  a   Ganges című angol Wikipédia-szócikk fordításán alapul.  Az eredeti cikk szerkesztőit annak laptörténete sorolja fel. Ez a jelzés csupán a megfogalmazás eredetét és a szerzői jogokat jelzi, nem szolgál a cikkben szereplő információk forrásmegjelöléseként.